# Tumorgenetik
Die Tumorgenetik beschäftigt sich mit den genetischen Grundlagen bei der Entstehung von Tumoren. Sie versucht, die Fragen nach Art der genetischen Veränderung, Zeitpunkt der Änderung und nach dem Ort der Änderung (welcher Zelltyp ist betroffen) zu klären.
Untersuchungen zur Tumorgenetik erlauben zahlreiche unterschiedliche methodische Zugänge. Bei der Frage nach äußeren Ursachen stehen Untersuchungen zur Strahleninduktion von Tumoren, der chemische Kanzerogenese, der Virusinduktion und ganz allgemein die Fragen der Gen-Mutationen im Mittelpunkt.
Aus klinischer Sicht kann man sich bei einer Systematik von Tumoren an den betroffenen Geweben orientieren und dann steht zunächst die Unterscheidung von soliden Tumoren (Karzinome aus Epithelien, Sarkome aus mesodermalem Gewebe) und nicht-soliden Tumoren (Leukämien) etc. zur Diskussion. Damit hängt unmittelbar zusammen, dass ein klinischer Zugang zur Frage der Tumorgenetik die erkrankten Organe (Lungen-, Kolon-, Prostatatumoren, Leukämien, Hirntumoren etc.) ins Auge fasst.
Aus zellbiologischer Sicht werden demgegenüber völlig andere Fragen gestellt. Hier kann man zum Beispiel den Zellzyklus mit den Elementen: Zellteilung, Differenzierung, Apoptose und seinen Kontrollpunkten als Ausgangspunkt einer systematischen Darstellung machen.
Aus der Sicht des Studiums der zellulären Signalwege beschäftigen sich Tumorbiologen hauptsächlich mit Wachstumsfaktoren, membrangebundenen Rezeptoren und den intrazellulären Signalpfaden, hier vor allem Tyrosinkinasen, GTPasen und Inositoltrisphosphat. Die tumorbiologische Sichtweise auf die Genetik von Tumoren kann aber neben dem Signalpfad auch den Zellkern und damit die Genregulation über Transkriptionsfaktoren zum Gegenstand haben. Hier kommen vor allem die leukämieassoziierten Onkogene ins Blickfeld der tumorbiologischen Forschung. Die DNA-Reparaturmechanismen diskutiert man dabei unter dem Gesichtspunkt der Stabilität der chromosomalen Strukturen.
Fasst man Zellen als Ganzes und in einen mehrzelligen Verband ins Auge, so werden unter tumorbiologischen Aspekten vor allem die Fragen der Kontaktinhibition, Dedifferenzierung und Angiogenese im Sinne einer Beschreibung der fortgeschrittenen Stadien der Tumorentwicklung Gegenstand der Forschung.
Die Unterscheidung der Entwicklungsstadien eines Tumors unter den Gesichtspunkten: Transformation, Immortalisierung, Metastasierung als Teil eines Dedifferenzierungsvorganges gilt in der Tumorbiologie als veraltet.